# جووانی دلفینی
جووانی دلفینی (ایتالیایی: Giovanni Dolfini؛ ۸ ژانویه ۱۸۸۵ – ۹ دسامبر ۱۹۶۸) بازیگر اهل ایتالیا بود.
از فیلم‌هایی که وی در آن نقش داشته‌است، می‌توان به آگریپینا، زنجیرهای ناپیدا، رؤیای زورو، هتل لونا، اتاق ۳۴ و زیبای خفته اشاره کرد.